# Llista de monuments de la Garriga
Llista de monuments de la Garriga inclosos en l'Inventari del Patrimoni Arquitectònic Català per al municipi de la Garriga (Vallès Oriental). Inclou els inscrits en el Registre de Béns Culturals d'Interès Nacional (BCIN) amb la classificació de monuments històrics i els Béns Culturals d'Interès Local (BCIL) de caràcter arquitectònic.
| Monument                                                                        | Protecció       | Estil/època                                                                       | Localització                                             | Coordenades                                          | Codi?         | Imatge |
| ------------------------------------------------------------------------------- | --------------- | --------------------------------------------------------------------------------- | -------------------------------------------------------- | ---------------------------------------------------- | ------------- | --- |
| Casa Barbey, o Casa Juli Barbey i Poinsard                                      | BCIN 340-MH-EN  | Modernisme Joaquim Raspall XX                                                     | La Garriga Passeig, 5                                    | 41° 41′ 00″ N, 2° 17′ 13″ E / 41.683273°N,2.287064°E | RI-51-0009959 | Casa Barbey (la Garriga) · Vegeu més fotos d'aquest monument · Carregueu una nova foto d'aquest monument                                                 |
| Rosanes, Casal de Rosanes, Castell de Rosanes                                   | BCIN 880-MH     | Gòtic XIII, XVI-XVII                                                              | La Garriga                                               | 41° 39′ 47″ N, 2° 16′ 53″ E / 41.663053°N,2.281510°E | RI-51-0005483 | Rosanes (la Garriga) · Vegeu més fotos d'aquest monument · Carregueu una nova foto d'aquest monument                                                     |
| La Bombonera, Casa Cecília Reig, Mansana Raspall                                | BCIN 1963-MH-EN | Modernisme Joaquim Raspall XX (1910)                                              | La Garriga Passeig, 3                                    | 41° 41′ 00″ N, 2° 17′ 15″ E / 41.683438°N,2.287543°E | RI-51-0009962 | La Bombonera (la Garriga) · Vegeu més fotos d'aquest monument · Carregueu una nova foto d'aquest monument                                                |
| Torre Iris, Casa Cecília Reig, Mansana Raspall                                  | BCIN 1964-MH-EN | Modernisme Joaquim Raspall XX                                                     | La Garriga Passeig, 1 - Figueral, 50                     | 41° 41′ 01″ N, 2° 17′ 15″ E / 41.683636°N,2.287505°E | RI-51-0009960 | Torre Iris (la Garriga) · Vegeu més fotos d'aquest monument · Carregueu una nova foto d'aquest monument                                                  |
| Casa Barraquer, Casa Joaquim Barraquer i de Ros                                 | BCIN 1965-MH-EN | Modernisme Joaquim Raspall XX (1910)                                              | La Garriga Passeig 7 - c. Caselles                       | 41° 40′ 59″ N, 2° 17′ 16″ E / 41.683177°N,2.287666°E | RI-51-0009961 | Casa Barraquer (la Garriga) · Vegeu més fotos d'aquest monument · Carregueu una nova foto d'aquest monument                                              |
| Església parroquial de Sant Esteve i escales                                    | BCIL 2008       | Barroc XVII                                                                       | La Garriga Pl. de l'Església                             | 41° 41′ 07″ N, 2° 17′ 10″ E / 41.68523°N,2.28618°E   | IPA-28819     | Església parroquial de Sant Esteve i escales (la Garriga) · Vegeu més fotos d'aquest monument · Carregueu una nova foto d'aquest monument                |
| Església de Sant Esteve de la Doma                                              | BCIL 2008       | Romànic, gòtic tardà XIII, XVI, XX                                                | La Garriga A 50 m autovia de l'Ametlla                   | 41° 41′ 11″ N, 2° 16′ 40″ E / 41.68625°N,2.277861°E  | IPA-28821     | Església de Sant Esteve de la Doma (la Garriga) · Vegeu més fotos d'aquest monument · Carregueu una nova foto d'aquest monument                          |
| Capella de Santa Maria del Camí                                                 | BCIL 2008       | Romànic XII                                                                       | La Garriga Ctra. N-152, km 35,7, a 80 m                  | 41° 40′ 16″ N, 2° 17′ 11″ E / 41.671028°N,2.286411°E | IPA-28822     | Capella de Santa Maria del Camí (la Garriga) · Vegeu més fotos d'aquest monument · Carregueu una nova foto d'aquest monument                             |
| Panteó de Maria Esturgó i Família                                               | BCIL 2008       | Modernisme Joaquim Raspall XX Inici                                               | La Garriga Cementiri de la Doma                          | 41° 41′ 09″ N, 2° 16′ 41″ E / 41.68577°N,2.27797°E   | IPA-28823     | Panteó de Maria Esturgó i Família (la Garriga) · Vegeu més fotos d'aquest monument · Carregueu una nova foto d'aquest monument                           |
| Ampliació de l'Hospital de La Garriga                                           |                 | Noucentisme XX Inici                                                              | La Garriga                                               | 41° 41′ 04″ N, 2° 17′ 03″ E / 41.68453°N,2.28412°E   | IPA-28824     | Hospital - ampliació (la Garriga) · Vegeu més fotos d'aquest monument · Carregueu una nova foto d'aquest monument                                        |
| Asil-hospital La Caritat                                                        |                 | Noucentisme, modernisme Joaquim Raspall XX Inici                                  | La Garriga C. Llerona, 2                                 | 41° 41′ 05″ N, 2° 17′ 03″ E / 41.6847°N,2.28406°E    | IPA-28825     | Asil-hospital La Caritat (la Garriga) · Vegeu més fotos d'aquest monument · Carregueu una nova foto d'aquest monument                                    |
| Balneari Blancafort                                                             | BCIL 2008       | Eclecticisme, modernisme XX                                                       | La Garriga C. Banys, 59                                  | 41° 40′ 56″ N, 2° 17′ 11″ E / 41.68217°N,2.28646°E   | IPA-28826     | Balneari Blancafort (la Garriga) · Vegeu més fotos d'aquest monument · Carregueu una nova foto d'aquest monument                                         |
| Germanes Hospitalàries, Casa Dolors Ratés vídua Vega                            | BCIL 2008       | Eclecticisme XX Inici                                                             | La Garriga Pg. dels Til·lers, 29                         | 41° 41′ 08″ N, 2° 17′ 14″ E / 41.68545°N,2.28736°E   | IPA-28827     | Germanes Hospitalàries (la Garriga) · Vegeu més fotos d'aquest monument · Carregueu una nova foto d'aquest monument                                      |
| Escoles Sant Lluís                                                              | BCIL 2008       | Noucentisme XX Inici                                                              | La Garriga Ronda del Carril, 92                          | 41° 40′ 46″ N, 2° 17′ 22″ E / 41.67951°N,2.28946°E   | IPA-28828     | Escoles Sant Lluís (la Garriga) · Vegeu més fotos d'aquest monument · Carregueu una nova foto d'aquest monument                                          |
| Casa Blanca Mitjà, Blanca Mitjà de Pallés                                       | BCIL 2008       | Noucentisme Raimon Duran i Reynals XX Mitjan                                      | La Garriga C. Banys, 45 - c. Caselles                    | 41° 40′ 58″ N, 2° 17′ 10″ E / 41.68279°N,2.28621°E   | IPA-28829     | Casa Blanca Mitjà (la Garriga) · Vegeu més fotos d'aquest monument · Carregueu una nova foto d'aquest monument                                           |
| Casa Salvador Piera                                                             |                 | Obra popular XX Mitjan                                                            | La Garriga Passeig dels Til·lers, 22                     | 41° 41′ 06″ N, 2° 17′ 16″ E / 41.685°N,2.28775°E     | IPA-28830     | Casa Salvador Piera (la Garriga) · Vegeu més fotos d'aquest monument · Carregueu una nova foto d'aquest monument                                         |
| Casa Lluís Marín Mir                                                            |                 | Obra popular XX Mitjan                                                            | La Garriga Ronda del Carril, 25                          | 41° 41′ 10″ N, 2° 17′ 19″ E / 41.68619°N,2.28873°E   | IPA-28832     | Casa Lluís Marín Mir (la Garriga) · Vegeu més fotos d'aquest monument · Carregueu una nova foto d'aquest monument                                        |
| Carrer Centre                                                                   |                 | Obra popular XVI                                                                  | La Garriga C. Centre, 1-35                               | 41° 41′ 07″ N, 2° 17′ 08″ E / 41.6852°N,2.28545°E    | IPA-28833     | Carrer Centre (la Garriga) · Vegeu més fotos d'aquest monument · Carregueu una nova foto d'aquest monument                                               |
| Carrer Negociant                                                                |                 | Obra popular XVII                                                                 | La Garriga C. Negociant, 2-28                            | 41° 41′ 24″ N, 2° 17′ 16″ E / 41.69006°N,2.2878°E    | IPA-28834     | Carrer Negociant (la Garriga) · Vegeu més fotos d'aquest monument · Carregueu una nova foto d'aquest monument                                            |
| Casa a la plaça Narcisa Freixas, 2-3                                            | BCIL 2008       | Noucentisme Josep Graner XX Inici                                                 | La Garriga Pl. Narcisa Freixas, 2-3                      | 41° 40′ 21″ N, 2° 17′ 19″ E / 41.67256°N,2.28864°E   | IPA-28835     | Carregueu una nova foto d'aquest monument |
| Villa Trianon, Casa Pablo Seitún                                                |                 | Noucentisme Antoni Pons Dominguez XX Inici                                        | La Garriga Passeig, 79                                   | 41° 40′ 44″ N, 2° 17′ 16″ E / 41.67895°N,2.28771°E   | IPA-28836     | Villa Trianon (la Garriga) · Vegeu més fotos d'aquest monument · Carregueu una nova foto d'aquest monument                                               |
| Casa Pilar Cabré vídua de Galofré                                               | BCIL 2008       | Noucentisme Joaquim Raspall XX Mitjan                                             | La Garriga C. Banys, 36                                  | 41° 40′ 59″ N, 2° 17′ 09″ E / 41.68303°N,2.28583°E   | IPA-28837     | Casa Pilar Cabré vídua de Galofré (la Garriga) · Vegeu més fotos d'aquest monument · Carregueu una nova foto d'aquest monument                           |
| Casa Lluís Plandiura                                                            | BCIL 2008       | Noucentisme Raimon Duran i Reynals XX Mitjan                                      | La Garriga C. Centre, 31                                 | 41° 41′ 07″ N, 2° 17′ 07″ E / 41.68521°N,2.28538°E   | IPA-28838     | Casa Lluís Plandiura (la Garriga) · Vegeu més fotos d'aquest monument · Carregueu una nova foto d'aquest monument                                        |
| Casa Enric Pérez                                                                |                 | Noucentisme Raimon Duran i Reynals XX Mitjan                                      | La Garriga Ronda del Carril, 18                          | 41° 41′ 10″ N, 2° 17′ 18″ E / 41.68603°N,2.28823°E   | IPA-28839     | Casa Enric Pérez (la Garriga) · Vegeu més fotos d'aquest monument · Carregueu una nova foto d'aquest monument                                            |
| Casa Josep Torra Tenas                                                          |                 | Noucentisme Raimon Duran i Reynals XX Mitjan                                      | La Garriga C. Samalús, 19                                | 41° 41′ 05″ N, 2° 17′ 14″ E / 41.68471°N,2.28718°E   | IPA-28840     | Casa Josep Torra Tenas (la Garriga) · Vegeu més fotos d'aquest monument · Carregueu una nova foto d'aquest monument                                      |
| Casa Albert Compte                                                              |                 | Noucentisme XX Mitjan                                                             | La Garriga C. Banys, 49                                  | 41° 40′ 57″ N, 2° 17′ 10″ E / 41.68255°N,2.28617°E   | IPA-28841     | Casa Albert Compte (la Garriga) · Vegeu més fotos d'aquest monument · Carregueu una nova foto d'aquest monument                                          |
| Casa Josep Iglésias                                                             | BCIL 2008       | Obra popular Raimon Duran i Reynals XX Mitjan                                     | La Garriga C. Sancho Marraco, 3                          | 41° 40′ 53″ N, 2° 17′ 14″ E / 41.681257°N,2.287291°E | IPA-28842     | Casa Josep Iglésias (la Garriga) · Vegeu més fotos d'aquest monument · Carregueu una nova foto d'aquest monument                                         |
| Casa Mañosa                                                                     | BCIL 2008       | Obra popular Raimon Duran i Reynals XX Mitjan                                     | La Garriga C. Mina, 12                                   | 41° 40′ 53″ N, 2° 17′ 14″ E / 41.681508°N,2.28716°E  | IPA-28843     | Casa Mañosa (la Garriga) · Vegeu més fotos d'aquest monument · Carregueu una nova foto d'aquest monument                                                 |
| Cases bessones de Carme i Rosa Escayola                                         | BCIL 2008       | Noucentisme Francesc Guàrdia i Vidal XX Inici                                     | La Garriga Passeig, 44-46                                | 41° 40′ 44″ N, 2° 17′ 18″ E / 41.67896°N,2.28828°E   | IPA-28844     | Cases bessones de Carme i Rosa Escayola (la Garriga) · Vegeu més fotos d'aquest monument · Carregueu una nova foto d'aquest monument                     |
| Cases Josep M. Martino                                                          |                 | Noucentisme Adolf Florensa i Ferrer XX Inici                                      | La Garriga Passeig, 90-94                                | 41° 40′ 26″ N, 2° 17′ 19″ E / 41.67393°N,2.2887°E    | IPA-28845     | Cases Josep M. Martino (la Garriga) · Vegeu més fotos d'aquest monument · Carregueu una nova foto d'aquest monument                                      |
| Casa Pere Sellarès                                                              | BCIL 2008       | Modernisme Joaquim Raspall XX Inici                                               | La Garriga C. Sant Ramon, 5                              | 41° 41′ 13″ N, 2° 17′ 12″ E / 41.68683°N,2.28654°E   | IPA-28847     | Casa Pere Sellarès (la Garriga) · Vegeu més fotos d'aquest monument · Carregueu una nova foto d'aquest monument                                          |
| Casa Ramona Sallent vídua Rosselló                                              | BCIL 2008       | Noucentisme Joaquim Raspall XX Inici                                              | La Garriga C. Banys, 34                                  | 41° 40′ 59″ N, 2° 17′ 09″ E / 41.68319°N,2.2859°E    | IPA-28848     | Casa Ramona Sallent vídua Rosselló (la Garriga) · Vegeu més fotos d'aquest monument · Carregueu una nova foto d'aquest monument                          |
| Casa Esteve Mayol                                                               | BCIL 2008       | Noucentisme Joaquim Raspall XX Inici                                              | La Garriga C. Llerona, 7                                 | 41° 41′ 04″ N, 2° 17′ 04″ E / 41.68435°N,2.28436°E   | IPA-28849     | Casa Esteve Mayol (la Garriga) · Vegeu més fotos d'aquest monument · Carregueu una nova foto d'aquest monument                                           |
| Can Clausolles, Casa dels Ocells, Can Creixell                                  | BCIL 2008       | Noucentisme Xavier Turull i Ventosa XX Inici                                      | La Garriga Ronda del Carril, 78                          | 41° 40′ 53″ N, 2° 17′ 19″ E / 41.68138°N,2.28856°E   | IPA-28850     | Can Clausolles (la Garriga) · Vegeu més fotos d'aquest monument · Carregueu una nova foto d'aquest monument                                              |
| Casa Ramos                                                                      | BCIL 2008       | Noucentisme Xavier Turull i Ventosa XX Inici                                      | La Garriga C. del Figueral, 59                           | 41° 41′ 01″ N, 2° 17′ 14″ E / 41.68373°N,2.28718°E   | IPA-28851     | Casa Ramos (la Garriga) · Vegeu més fotos d'aquest monument · Carregueu una nova foto d'aquest monument                                                  |
| Vil·la Dolors                                                                   | BCIL 2008       | Modernisme Joaquim Raspall XX Inici                                               | La Garriga C. Sancho Marraco, 31-33                      | 41° 40′ 45″ N, 2° 17′ 14″ E / 41.67907°N,2.28725°E   | IPA-28852     | Vil·la Dolors (la Garriga) · Vegeu més fotos d'aquest monument · Carregueu una nova foto d'aquest monument                                               |
| Casa Fèlix Fages                                                                | BCIL 2008       | Modernisme Joaquim Raspall XX Inici                                               | La Garriga Passeig, 9 - Caselles, 4                      | 41° 40′ 58″ N, 2° 17′ 15″ E / 41.68281°N,2.28759°E   | IPA-28853     | Casa Fèlix Fages (la Garriga) · Vegeu més fotos d'aquest monument · Carregueu una nova foto d'aquest monument                                            |
| Villa Cristina, Esteve Roqué                                                    |                 | Modernisme Joaquim Raspall XX Inici                                               | La Garriga Passeig, 19                                   | 41° 40′ 53″ N, 2° 17′ 16″ E / 41.68129°N,2.28776°E   | IPA-28854     | Villa Cristina (la Garriga) · Vegeu més fotos d'aquest monument · Carregueu una nova foto d'aquest monument                                              |
| Casa Alfred Santamaria                                                          | BCIL 2008       | Modernisme Lluís Planas i Calvet XX Inici                                         | La Garriga Passeig, 81                                   | 41° 40′ 44″ N, 2° 17′ 17″ E / 41.67878°N,2.28793°E   | IPA-28855     | Casa Alfred Santamaria (la Garriga) · Vegeu més fotos d'aquest monument · Carregueu una nova foto d'aquest monument                                      |
| Casa Domingo Pujades i Jardí                                                    | BCIL 2008       | Modernisme Lluís Planas i Calvet XX Inici                                         | La Garriga Ronda del Carril, 83                          | 41° 40′ 48″ N, 2° 17′ 24″ E / 41.68011°N,2.29011°E   | IPA-28856     | Casa Domingo Pujades i Jardí (la Garriga) · Vegeu més fotos d'aquest monument · Carregueu una nova foto d'aquest monument                                |
| Casa Esteve Font Germà                                                          | BCIL 2008       | Modernisme Joaquim Raspall XX Inici                                               | La Garriga C. Sancho Marraco, 25-27                      | 41° 40′ 46″ N, 2° 17′ 14″ E / 41.67931°N,2.28723°E   | IPA-28857     | Casa Esteve Font Germà (la Garriga) · Vegeu més fotos d'aquest monument · Carregueu una nova foto d'aquest monument                                      |
| Casa Valentí Pons, Vil·la Maria                                                 | BCIL 2008       | Modernisme Joaquim Raspall XX Inici                                               | La Garriga C. Font del Nen, 1                            | 41° 41′ 11″ N, 2° 17′ 16″ E / 41.68633°N,2.28776°E   | IPA-28858     | Casa Valentí Pons (la Garriga) · Vegeu més fotos d'aquest monument · Carregueu una nova foto d'aquest monument                                           |
| Casa Pere Serra i Pons                                                          | BCIL 2008       | Modernisme Joaquim Raspall XX Inici                                               | La Garriga C. Guinardó, 4                                | 41° 40′ 42″ N, 2° 17′ 21″ E / 41.67827°N,2.28905°E   | IPA-28859     | Casa Pere Serra i Pons (la Garriga) · Vegeu més fotos d'aquest monument · Carregueu una nova foto d'aquest monument                                      |
| Casa Joan Grau i Ponsoda                                                        | BCIL 2008       | Modernisme XX Inici                                                               | La Garriga C. Sancho Marraco, 32-36                      | 41° 40′ 46″ N, 2° 17′ 13″ E / 41.67945°N,2.28707°E   | IPA-28860     | Casa Joan Grau i Ponsoda (la Garriga) · Vegeu més fotos d'aquest monument · Carregueu una nova foto d'aquest monument                                    |
| Casa Sebastià Bosch i Sala                                                      | BCIL 2007       | Modernisme Joaquim Raspall 1912                                                   | La Garriga Passeig, 97                                   | 41° 40′ 38″ N, 2° 17′ 17″ E / 41.67733°N,2.28807°E   | IPA-28861     | Casa Sebastià Bosch i Sala (la Garriga) · Vegeu més fotos d'aquest monument · Carregueu una nova foto d'aquest monument                                  |
| Casa Francesc Blancafort i fornícula de Sant Roc, o Casa-botiga Blancafort Puig | BCIL 2008       | Modernisme Joaquim Raspall XX Inici                                               | La Garriga Pl. de l'Església, 5                          | 41° 41′ 07″ N, 2° 17′ 08″ E / 41.68538°N,2.28563°E   | IPA-28862     | Casa Francesc Blancafort (la Garriga) · Vegeu més fotos d'aquest monument · Carregueu una nova foto d'aquest monument                                    |
| Casa Joan Calls                                                                 |                 | Modernisme XX Inici                                                               | La Garriga Pl. de les Oliveres, 5                        | 41° 41′ 06″ N, 2° 17′ 14″ E / 41.68511°N,2.28721°E   | IPA-28863     | Casa Joan Calls (la Garriga) · Vegeu més fotos d'aquest monument · Carregueu una nova foto d'aquest monument                                             |
| Casa Cecília Reig vídua Artés, Casa-botiga Reig-Artés                           | BCIL 2008       | Modernisme Joaquim Raspall XX Inici                                               | La Garriga C. Cardedeu, 11                               | 41° 41′ 09″ N, 2° 17′ 16″ E / 41.68572°N,2.28791°E   | IPA-28864     | Casa Cecília Reig vídua Artés (la Garriga) · Vegeu més fotos d'aquest monument · Carregueu una nova foto d'aquest monument                               |
| Casa Josep Reig, Casa-botiga Josep Reig Argelagós                               | BCIL 2008       | Modernisme Joaquim Raspall XX Inici                                               | La Garriga C. Banys, 44                                  | 41° 40′ 57″ N, 2° 17′ 10″ E / 41.68255°N,2.28604°E   | IPA-28865     | Casa Josep Reig (la Garriga) · Vegeu més fotos d'aquest monument · Carregueu una nova foto d'aquest monument                                             |
| Casa Jaume Serra Dachs                                                          |                 | Noucentisme, modernisme Joaquim Raspall XX Inici                                  | La Garriga C. Sant Ramon, 8                              | 41° 41′ 12″ N, 2° 17′ 13″ E / 41.68671°N,2.28684°E   | IPA-28866     | Casa Jaume Serra Dachs (la Garriga) · Vegeu més fotos d'aquest monument · Carregueu una nova foto d'aquest monument                                      |
| Casa Lluís Ambrós, o Casa Lluís Ambrós Martí                                    | BCIL 1984       | Noucentisme, modernisme Joaquim Raspall XX Inici                                  | La Garriga C. Banys, 47                                  | 41° 40′ 57″ N, 2° 17′ 10″ E / 41.68259°N,2.28616°E   | IPA-28867     | Casa Lluís Ambrós (la Garriga) · Vegeu més fotos d'aquest monument · Carregueu una nova foto d'aquest monument                                           |
| Casa Josep Sunyol, o Torre Anita                                                | BCIL 2008       | Eclecticisme Emili Sala i Cortés XX Inici                                         | La Garriga Ronda Carril, 85-87                           | 41° 40′ 46″ N, 2° 17′ 25″ E / 41.679446°N,2.290317°E | IPA-28869     | Casa Josep Sunyol (la Garriga) · Vegeu més fotos d'aquest monument · Carregueu una nova foto d'aquest monument                                           |
| Can Llorens, Casa Llorenç                                                       | BCIL 2008       | Modernisme Joaquim Raspall XX Inici                                               | La Garriga Passeig, 11                                   | 41° 40′ 57″ N, 2° 17′ 15″ E / 41.68247°N,2.28755°E   | IPA-28870     | Can Llorens (la Garriga) · Vegeu més fotos d'aquest monument · Carregueu una nova foto d'aquest monument                                                 |
| Torre Sant Josep, Aureli Diéguez, jardins i tanca                               | BCIL 2008       | Modernisme Joaquim Raspall XX Inici                                               | La Garriga Ctra. de l'Ametlla 11, c/ Llerona             | 41° 40′ 51″ N, 2° 17′ 06″ E / 41.68093°N,2.28508°E   | IPA-28871     | Torre Sant Josep (la Garriga) · Vegeu més fotos d'aquest monument · Carregueu una nova foto d'aquest monument                                            |
| Casa Joan Colom i Capdevila                                                     |                 | Modernisme Joaquim Raspall XX Inici                                               | La Garriga Passeig, 38                                   | 41° 40′ 48″ N, 2° 17′ 18″ E / 41.67996°N,2.28822°E   | IPA-28872     | Casa Joan Colom i Capdevila 1905 (la Garriga) · Vegeu més fotos d'aquest monument · Carregueu una nova foto d'aquest monument                            |
| Can Raspall, Casa Mercè Mayol                                                   | BCIL 2008       | Modernisme Joaquim Raspall XX Inici                                               | La Garriga C. Banys, 40                                  | 41° 40′ 59″ N, 2° 17′ 09″ E / 41.68294°N,2.28589°E   | IPA-28873     | Can Raspall (la Garriga) · Vegeu més fotos d'aquest monument · Carregueu una nova foto d'aquest monument                                                 |
| Casa Agustí Furriols                                                            | BCIL 2008       | Modernisme Josep Puig i Cadafalch XX Inici                                        | La Garriga C. Carrerada 1                                | 41° 40′ 53″ N, 2° 17′ 23″ E / 41.68135°N,2.28974°E   | IPA-28874     | Casa Agustí Furriols (la Garriga) · Vegeu més fotos d'aquest monument · Carregueu una nova foto d'aquest monument                                        |
| Casa Josefa Solo Blanch, Vil·la Maria                                           | BCIL 2008       | Eclecticisme Tomàs Nualart i Bosch XX Inici                                       | La Garriga Ronda del Carril, 2                           | 41° 41′ 16″ N, 2° 17′ 17″ E / 41.68787°N,2.28819°E   | IPA-28875     | Casa Josefa Solo Blanch (la Garriga) · Vegeu més fotos d'aquest monument · Carregueu una nova foto d'aquest monument                                     |
| Casa Mercè Pasqual vídua Llagostera o Mercè Pascual                             | BCIL 2008       | Eclecticisme, modernisme XX Inici                                                 | La Garriga Pg. Til·lers, 24 - c. Samalús, 34             | 41° 41′ 06″ N, 2° 17′ 16″ E / 41.6849°N,2.28788°E    | IPA-28876     | Casa Mercè Pasqual vídua Llagostera (la Garriga) · Vegeu més fotos d'aquest monument · Carregueu una nova foto d'aquest monument                         |
| Casa Emili Sala Cortès                                                          | BCIL 2008       | Eclecticisme Emili Sala i Cortés XIX Final                                        | La Garriga Ronda del Carril, 36                          | 41° 40′ 53″ N, 2° 17′ 21″ E / 41.68126°N,2.28921°E   | IPA-28877     | Casa Emili Sala Cortès (la Garriga) · Vegeu més fotos d'aquest monument · Carregueu una nova foto d'aquest monument                                      |
| Torre Sant Miquel, Julio Marial Tey                                             | BCIL 2008       | Eclecticisme Juli Marial i Tey, reformada per Marcel·lià Coquillat i Llofriu 1886 | La Garriga Ronda del Carril, 67                          | 41° 40′ 57″ N, 2° 17′ 21″ E / 41.68252°N,2.28903°E   | IPA-28878     | Torre Sant Miquel (la Garriga) · Vegeu més fotos d'aquest monument · Carregueu una nova foto d'aquest monument                                           |
| Vil·la Adauta, Pere Armengol                                                    | BCIL 2008       | Eclecticisme Josep Domènech i Estapà XX                                           | La Garriga Ronda del Carril, 65                          | 41° 40′ 58″ N, 2° 17′ 21″ E / 41.68273°N,2.28907°E   | IPA-28880     | Vil·la Adauta (la Garriga) · Vegeu més fotos d'aquest monument · Carregueu una nova foto d'aquest monument                                               |
| Casa Mercè Nadal                                                                | BCIL 2008       | Eclecticisme XIX Final                                                            | La Garriga Ronda del Carril, 41                          | 41° 41′ 07″ N, 2° 17′ 20″ E / 41.6853°N,2.28883°E    | IPA-28881     | Casa Mercè Nadal (la Garriga) · Vegeu més fotos d'aquest monument · Carregueu una nova foto d'aquest monument                                            |
| Casa Mercè Pla Masgrau                                                          | BCIL 2008       | Eclecticisme, modernisme Emili Sala i Cortés XIX Final                            | La Garriga Ronda del Carril, 30                          | 41° 41′ 07″ N, 2° 17′ 18″ E / 41.6852°N,2.28836°E    | IPA-28882     | Casa Mercè Pla Masgrau (la Garriga) · Vegeu més fotos d'aquest monument · Carregueu una nova foto d'aquest monument                                      |
| Vil·la Conxa                                                                    | BCIL 2008       | Eclecticisme Josep Fontseré i Mestres XIX Final                                   | La Garriga Ronda del Carril, 12                          | 41° 41′ 12″ N, 2° 17′ 17″ E / 41.68662°N,2.28816°E   | IPA-28883     | Vil·la Conxa (la Garriga) · Vegeu més fotos d'aquest monument · Carregueu una nova foto d'aquest monument                                                |
| Can Surell                                                                      | BCIL 2008       | Gòtic-Renaixement XVI                                                             | La Garriga Pl. de l'Església - C. Centre, 33             | 41° 41′ 07″ N, 2° 17′ 07″ E / 41.68525°N,2.28537°E   | IPA-28884     | Can Surell (la Garriga) · Vegeu més fotos d'aquest monument · Carregueu una nova foto d'aquest monument                                                  |
| Can Ferrandis                                                                   |                 | Obra popular XVI                                                                  | La Garriga C. Centre, 27                                 | 41° 41′ 06″ N, 2° 17′ 07″ E / 41.68512°N,2.2854°E    | IPA-28885     | Can Ferrandis (la Garriga) · Vegeu més fotos d'aquest monument · Carregueu una nova foto d'aquest monument                                               |
| Can Pere Fuster                                                                 | BCIL 2008       | Obra popular XVI                                                                  | La Garriga C. Banys, 30                                  | 41° 41′ 00″ N, 2° 17′ 09″ E / 41.68337°N,2.28583°E   | IPA-28886     | Can Pere Fuster (la Garriga) · Vegeu més fotos d'aquest monument · Carregueu una nova foto d'aquest monument                                             |
| Can Serratacó                                                                   | BCIL 2008       | Obra popular XVI                                                                  | La Garriga C. Centre, 3                                  | 41° 41′ 04″ N, 2° 17′ 08″ E / 41.68455°N,2.28553°E   | IPA-28887     | Can Serratacó (la Garriga) · Vegeu més fotos d'aquest monument · Carregueu una nova foto d'aquest monument                                               |
| Ca n'Oliveró                                                                    | BCIL 2008       | Obra popular XVI                                                                  | La Garriga Paratge de Ca n'Oliveró                       | 41° 41′ 55″ N, 2° 17′ 21″ E / 41.69854°N,2.28904°E   | IPA-28888     | Ca n'Oliveró (la Garriga) · Vegeu més fotos d'aquest monument · Carregueu una nova foto d'aquest monument                                                |
| Can Vilanova                                                                    | BCIL 2008       | Obra popular, gòtic tardà XV                                                      | La Garriga Pg. Vilanova, 31                              | 41° 41′ 11″ N, 2° 17′ 27″ E / 41.68637°N,2.29096°E   | IPA-28889     | Can Vilanova (la Garriga) · Vegeu més fotos d'aquest monument · Carregueu una nova foto d'aquest monument                                                |
| Can Rosselló d'Amunt                                                            | BCIL 2008       | Obra popular XV                                                                   | La Garriga C. Rosselló d'Amunt, 6                        | 41° 41′ 11″ N, 2° 17′ 22″ E / 41.68627°N,2.28934°E   | IPA-28890     | Can Rosselló d'Amunt (la Garriga) · Vegeu més fotos d'aquest monument · Carregueu una nova foto d'aquest monument                                        |
| Ca n'Illa                                                                       | BCIL 2008       | Obra popular, eclecticisme XV, XIX                                                | La Garriga C. Mil·lenari de Catalunya - c. Ca n'Illa     | 41° 40′ 28″ N, 2° 16′ 58″ E / 41.67458°N,2.28275°E   | IPA-28891     | Ca n'Illa (la Garriga) · Vegeu més fotos d'aquest monument · Carregueu una nova foto d'aquest monument                                                   |
| Can Noguera                                                                     | BCIL 2008       | Obra popular, gòtic tardà XIV                                                     | La Garriga C. Martí l'Humà, 61                           | 41° 41′ 34″ N, 2° 16′ 56″ E / 41.69273°N,2.2822°E    | IPA-28892     | Can Noguera (la Garriga) · Vegeu més fotos d'aquest monument · Carregueu una nova foto d'aquest monument                                                 |
| Molí de Blancafort                                                              | BCIL 2008       | Obra popular, gòtic tardà XIV                                                     | La Garriga Cruïlla N-152 amb l'autovia de l'Ametlla      | 41° 41′ 59″ N, 2° 17′ 00″ E / 41.69977°N,2.28346°E   | IPA-28893     | Molí de Blancafort (la Garriga) · Vegeu més fotos d'aquest monument · Carregueu una nova foto d'aquest monument                                          |
| Can Poi del Bosc 15                                                             |                 | Obra popular XIII                                                                 | La Garriga C. Can Poi del Bosc, 15                       | 41° 41′ 02″ N, 2° 17′ 46″ E / 41.683842°N,2.296236°E | IPA-28894     | Can Poi del Bosc (la Garriga) · Vegeu més fotos d'aquest monument · Carregueu una nova foto d'aquest monument                                            |
| Can Nualard                                                                     | BCIL 2008       | Obra popular XIII                                                                 | La Garriga Passeig, 101                                  | 41° 40′ 31″ N, 2° 17′ 15″ E / 41.67535°N,2.28757°E   | IPA-28895     | Can Nualard (la Garriga) · Vegeu més fotos d'aquest monument · Carregueu una nova foto d'aquest monument                                                 |
| Casa Sebastià Bosch Sala                                                        | BCIL 2008       | Modernisme XX Inici                                                               | La Garriga C. Ramon Pascual, 48                          | 41° 40′ 50″ N, 2° 17′ 15″ E / 41.68046°N,2.28755°E   | IPA-28897     | Casa Sebastià Bosch Sala (la Garriga) · Vegeu més fotos d'aquest monument · Carregueu una nova foto d'aquest monument                                    |
| Casa Esteve Fernández, Magatzem Esteve Fernández, Hangar a Rosanes              | BCIL 2008       | Racionalisme XX Mitjan                                                            | La Garriga Camp d'aviació de Rosanes, paratge de Rosanes | 41° 39′ 55″ N, 2° 16′ 37″ E / 41.66529°N,2.27691°E   | IPA-28898     | Casa Esteve Fernández (la Garriga) · Vegeu més fotos d'aquest monument · Carregueu una nova foto d'aquest monument                                       |
| Can Busquets                                                                    | BCIL 2008       | Obra popular XII                                                                  | La Garriga Camí de Can Busquets                          | 41° 40′ 30″ N, 2° 16′ 09″ E / 41.67492°N,2.26924°E   | IPA-28900     | Can Busquets (la Garriga) · Vegeu més fotos d'aquest monument · Carregueu una nova foto d'aquest monument                                                |
| Can Terrés, o Terrers                                                           | BCIL 1984       | Obra popular XV                                                                   | La Garriga Ctra. N-152, km 35,5, a 100 m                 | 41° 40′ 18″ N, 2° 17′ 12″ E / 41.67164°N,2.28656°E   | IPA-28901     | Can Terrés (la Garriga) · Vegeu més fotos d'aquest monument · Carregueu una nova foto d'aquest monument                                                  |
| Can Torra de la Riba                                                            | BCIL 2008       | Obra popular XVI                                                                  | La Garriga Paratge de Can Torra                          | 41° 41′ 43″ N, 2° 17′ 18″ E / 41.6952°N,2.28823°E    | IPA-28902     | Can Torra de la Riba (la Garriga) · Vegeu més fotos d'aquest monument · Carregueu una nova foto d'aquest monument                                        |
| Font de Can Santadigna                                                          | BCIL 2008       | Modernisme Joaquim Raspall XX                                                     | La Garriga C. Calàbria, 110 - c. Negociant               | 41° 41′ 18″ N, 2° 17′ 14″ E / 41.6884°N,2.28713°E    | IPA-28903     | Font de Can Santadigna (la Garriga) · Vegeu més fotos d'aquest monument · Carregueu una nova foto d'aquest monument                                      |
| Ronda del Carril                                                                |                 | Eclecticisme XIX Final                                                            | La Garriga Ronda del Carril                              | 41° 41′ 03″ N, 2° 17′ 19″ E / 41.68404°N,2.28853°E   | IPA-28904     | Ronda del Carril (la Garriga) · Vegeu més fotos d'aquest monument · Carregueu una nova foto d'aquest monument                                            |
| Habitatges a la plaça de les Oliveres, 5-11                                     |                 | Obra popular Joaquim Raspall XX Inici                                             | La Garriga Pl. de les Oliveres, 5-11                     | 41° 41′ 07″ N, 2° 17′ 14″ E / 41.68515°N,2.28713°E   | IPA-28905     | Habitatges a la plaça de les Oliveres, 5-11 (la Garriga) · Vegeu més fotos d'aquest monument · Carregueu una nova foto d'aquest monument                 |
| Finestra conopial de Can Queralt                                                |                 |                                                                                   | La Garriga C. del Negociant                              | 41° 41′ 30″ N, 2° 17′ 16″ E / 41.691765°N,2.287779°E | IPA-28907     | Finestra conopial de Can Queralt (la Garriga) · Vegeu més fotos d'aquest monument · Carregueu una nova foto d'aquest monument                            |
| Finestra conopial de l'habitatge a la plaça Santa Isabel, 1                     |                 |                                                                                   | La Garriga Pl. Santa Isabel, 1                           | 41° 40′ 58″ N, 2° 17′ 09″ E / 41.682911°N,2.285873°E | IPA-28908     | Finestra conopial de l'habitatge a la plaça Santa Isabel, 1 (la Garriga) · Vegeu més fotos d'aquest monument · Carregueu una nova foto d'aquest monument |
| Jardí de la Torre Pedró                                                         | BCIL 2008       | Obra popular Joaquim Raspall XX Inici                                             | La Garriga Av. Catalunya, 21                             | 41° 40′ 59″ N, 2° 17′ 24″ E / 41.68301°N,2.28999°E   | IPA-28910     | Jardí de la Torre Pedró (la Garriga) · Vegeu més fotos d'aquest monument · Carregueu una nova foto d'aquest monument                                     |
| Portalada, tanca i jardí de Vil·la Martin                                       | BCIL 2008       | Modernisme XIX                                                                    | La Garriga Ronda del Carril, 73                          | 41° 40′ 55″ N, 2° 17′ 21″ E / 41.681988°N,2.289051°E | IPA-28912     | Portalada, tanca i jardí de Vil·la Martin (la Garriga) · Vegeu més fotos d'aquest monument · Carregueu una nova foto d'aquest monument                   |
| Casa Joan Colom i Capdevila                                                     | BCIL 2008       | Modernisme Joaquim Raspall XX Inici                                               | La Garriga Passeig, 39                                   | 41° 40′ 49″ N, 2° 17′ 16″ E / 41.68018°N,2.28785°E   | IPA-28914     | Casa Joan Colom i Capdevila 1904 (la Garriga) · Vegeu més fotos d'aquest monument · Carregueu una nova foto d'aquest monument                            |
| Casa Mayol                                                                      | BCIL 2008       | Noucentisme XX                                                                    | La Garriga C. dels Banys, 38                             | 41° 40′ 59″ N, 2° 17′ 09″ E / 41.683052°N,2.285952°E | IPA-32466     | Casa Mayol (la Garriga) · Vegeu més fotos d'aquest monument · Carregueu una nova foto d'aquest monument                                                  |
| Can Carner                                                                      | BCIL 2008       | XIX, XX                                                                           | La Garriga Ronda Carril, 76                              | 41° 40′ 54″ N, 2° 17′ 19″ E / 41.681760°N,2.288538°E | IPA-32467     | Casa Carner (la Garriga) · Vegeu més fotos d'aquest monument · Carregueu una nova foto d'aquest monument                                                 |
| Conjunt del barri de Gallicant                                                  | BCIL 2008       |                                                                                   | La Garriga Gallicant                                     | 41° 42′ 48″ N, 2° 16′ 10″ E / 41.713269°N,2.269456°E | IPA-32475     | Conjunt del barri de Gallicant (la Garriga) · Vegeu més fotos d'aquest monument · Carregueu una nova foto d'aquest monument                              |
| Casa Caritat i Jardí, Vil·la Blanca                                             | BCIL 2008       | Noucentisme Joaquim Raspall i Mayol XX                                            | La Garriga Ronda Carril, 94                              | 41° 40′ 44″ N, 2° 17′ 24″ E / 41.678889°N,2.289877°E | IPA-32477     | Casa Caritat i Jardí (la Garriga) · Vegeu més fotos d'aquest monument · Carregueu una nova foto d'aquest monument                                        |
| Conjunt de Can Durall, cases i jardí                                            | BCIL 2008       | Modernisme XX                                                                     | La Garriga Passeig, 38                                   | 41° 40′ 48″ N, 2° 17′ 18″ E / 41.680021°N,2.288225°E | IPA-32478     | Conjunt de Can Durall (la Garriga) · Vegeu més fotos d'aquest monument · Carregueu una nova foto d'aquest monument                                       |
| Torre Enriqueta i portalada                                                     | BCIL 2008       | Modernisme XX                                                                     | La Garriga C. Rosselló d'Amunt, 9                        | 41° 41′ 12″ N, 2° 17′ 21″ E / 41.686703°N,2.289135°E | IPA-32479     | Torre Enriqueta (la Garriga) · Vegeu més fotos d'aquest monument · Carregueu una nova foto d'aquest monument                                             |
| Casa Grau al carrer Sancho Marraco                                              | BCIL 2008       | XX                                                                                | La Garriga C. Sancho Marraco, 34                         | 41° 40′ 46″ N, 2° 17′ 14″ E / 41.67951°N,2.28710°E   | IPA-32480     | Carregueu una nova foto d'aquest monument |
| Can Poi del Bosc, 13                                                            | BCIL 2008       | XII                                                                               | La Garriga Can Poi del Bosc, 13                          | 41° 41′ 02″ N, 2° 17′ 45″ E / 41.68402°N,2.29579°E   | IPA-32481     | Can Poi del Bosc (la Garriga) · Vegeu més fotos d'aquest monument · Carregueu una nova foto d'aquest monument                                            |
| Can Perera de Pimar                                                             | BCIL 2008       | XV-XVI                                                                            | La Garriga                                               | 41° 41′ 07″ N, 2° 15′ 23″ E / 41.685303°N,2.256285°E | IPA-32482     | Carregueu una nova foto d'aquest monument |
| Pou Calent                                                                      | BCIL 2008       |                                                                                   | La Garriga C. Banys, 29                                  | 41° 41′ 01″ N, 2° 17′ 10″ E / 41.683487°N,2.286013°E | IPA-32559     | Pou Calent (la Garriga) · Vegeu més fotos d'aquest monument · Carregueu una nova foto d'aquest monument                                                  |
| Casa Bruno Cuadros i tanca passeig                                              | BCIL 2008       | Eclecticisme XIX                                                                  | La Garriga Ronda Carril, 56 - Passeig, 2-4               | 41° 41′ 00″ N, 2° 17′ 19″ E / 41.683379°N,2.288487°E | 32599         | Casa Bruno Cuadros (la Garriga) · Vegeu més fotos d'aquest monument · Carregueu una nova foto d'aquest monument                                          |
| Casa Balcells, Mas Bellavista i portalada, antic Hotel París                    | BCIL 2008       | Noucentisme XX                                                                    | La Garriga Ctra. de l'Ametlla del Vallès a la Garriga    | 41° 40′ 21″ N, 2° 16′ 33″ E / 41.672544°N,2.275886°E | IPA-32609     | Carregueu una nova foto d'aquest monument |
| Ponts del ferrocarril de Can Palau i de Gallicant                               | BCIL 2008       | Arquitectura del ferro XIX                                                        | La Garriga Ctra. C-17                                    | 41° 42′ 13″ N, 2° 17′ 06″ E / 41.703588°N,2.284867°E | IPA-32625     | Ponts del ferrocarril de Can Palau i de Gallicant (la Garriga) · Vegeu més fotos d'aquest monument · Carregueu una nova foto d'aquest monument           |
| Conjunt del carrer del Centre, 25-29                                            | BCIL 2008       |                                                                                   | La Garriga C. del Centre, 25-29                          | 41° 41′ 06″ N, 2° 17′ 07″ E / 41.685042°N,2.285395°E | IPA-32650     | Conjunt del carrer del Centre, 25-29 (la Garriga) · Vegeu més fotos d'aquest monument · Carregueu una nova foto d'aquest monument                        |
| Refugi antiaeri de l'Estació                                                    |                 | Obra popular XX                                                                   | La Garriga Davant l'estació de tren                      | 41° 41′ 05″ N, 2° 17′ 21″ E / 41.684644°N,2.28922°E  | IPA-35126     | Refugi antiaeri de l'Estació (la Garriga) · Vegeu més fotos d'aquest monument · Carregueu una nova foto d'aquest monument                                |
| Casa Ramon Reig i Argelagós                                                     | BCIL 2008       | Modernisme Joaquim Raspall XX                                                     | La Garriga C. dels Banys, 46                             | 41° 40′ 57″ N, 2° 17′ 10″ E / 41.682518°N,2.286057°E | IPA-43593     | Casa Ramon Reig i Argelagós (la Garriga) · Vegeu més fotos d'aquest monument · Carregueu una nova foto d'aquest monument                                 |
| Torre Josep Escayola                                                            |                 | Noucentisme XX                                                                    | La Garriga Passeig, 57 - c. dels Vinyals, 24             | 41° 40′ 47″ N, 2° 17′ 16″ E / 41.67966°N,2.28789°E   | IPA-45940     | Carregueu una nova foto d'aquest monument |
| Casa a la plaça Narcisa Freixas, 4-5                                            | BCIL 2014       | Modernisme Joaquim Raspall XX Inici                                               | La Garriga Pl. Narcisa Freixas, 4-5                      | 41° 40′ 21″ N, 2° 17′ 19″ E / 41.67245°N,2.28859°E   | IPA-49526     | Casa a la plaça Narcisa Freixas, 4-5 (la Garriga) · Vegeu més fotos d'aquest monument · Carregueu una nova foto d'aquest monument                        |
| El Casino                                                                       |                 | Noucentisme XX                                                                    | La Garriga Passeig, 99                                   | 41° 40′ 36″ N, 2° 17′ 17″ E / 41.67656°N,2.28812°E   | IPA-49568     | Carregueu una nova foto d'aquest monument |
| Safareig municipal                                                              |                 | Noucentisme Joaquim Raspall XX                                                    | La Garriga Carretera Nova, 50                            | 41° 40′ 59″ N, 2° 16′ 57″ E / 41.68292°N,2.28247°E   | IPA-49569     | Vegeu més fotos d'aquest monument · Carregueu una nova foto d'aquest monument                                                                            |